# Кинг-Салмон (Аляска)
Кинг-Салмон (англ. King Salmon) — статистически обособленная местность в боро Бристол-Бей, штат Аляска, США. Кинг-Салмон интересен тем, что является окружным центром соседнего боро Лейк-энд-Пенинсула, хотя сам находится в другом боро — исключительный случай в географии США.

## География, климат
Кинг-Салмон находится на северном берегу реки Накнек на полуострове Аляска в 14 километрах к западу от озера Накнек и в 24 километрах к востоку от залива Квичак. Площадь Кинг-Салмона составляет 442,8 км², из которых 3,6 км² (0,82 %) занимают открытые водные пространства. В Кинг-Салмоне развита коммерческая добыча нерки и спортивное рыболовство: в год небольшое поселение принимает до 30 000 туристов-рыболовов. Населённый пункт обслуживает одноимённый аэропорт.
Максимальная температура, зафиксированная в Кинг-Салмоне, составила 31°С, минимальная — −44°С, за год в среднем выпадает 493 мм дождя, самый влажный месяц — август (73 мм), хотя при этом больше всего дождливых дней, 16,9, приходится на сентябрь, самый сухой — февраль (18 мм), что касается снега, то за год его в среднем выпадает 102,7 см, больше всего — в декабре (20,6 см), на этот же месяц приходится больше всего снежных дней — 8, с июля по сентябрь снега зафиксировано ни разу не было.

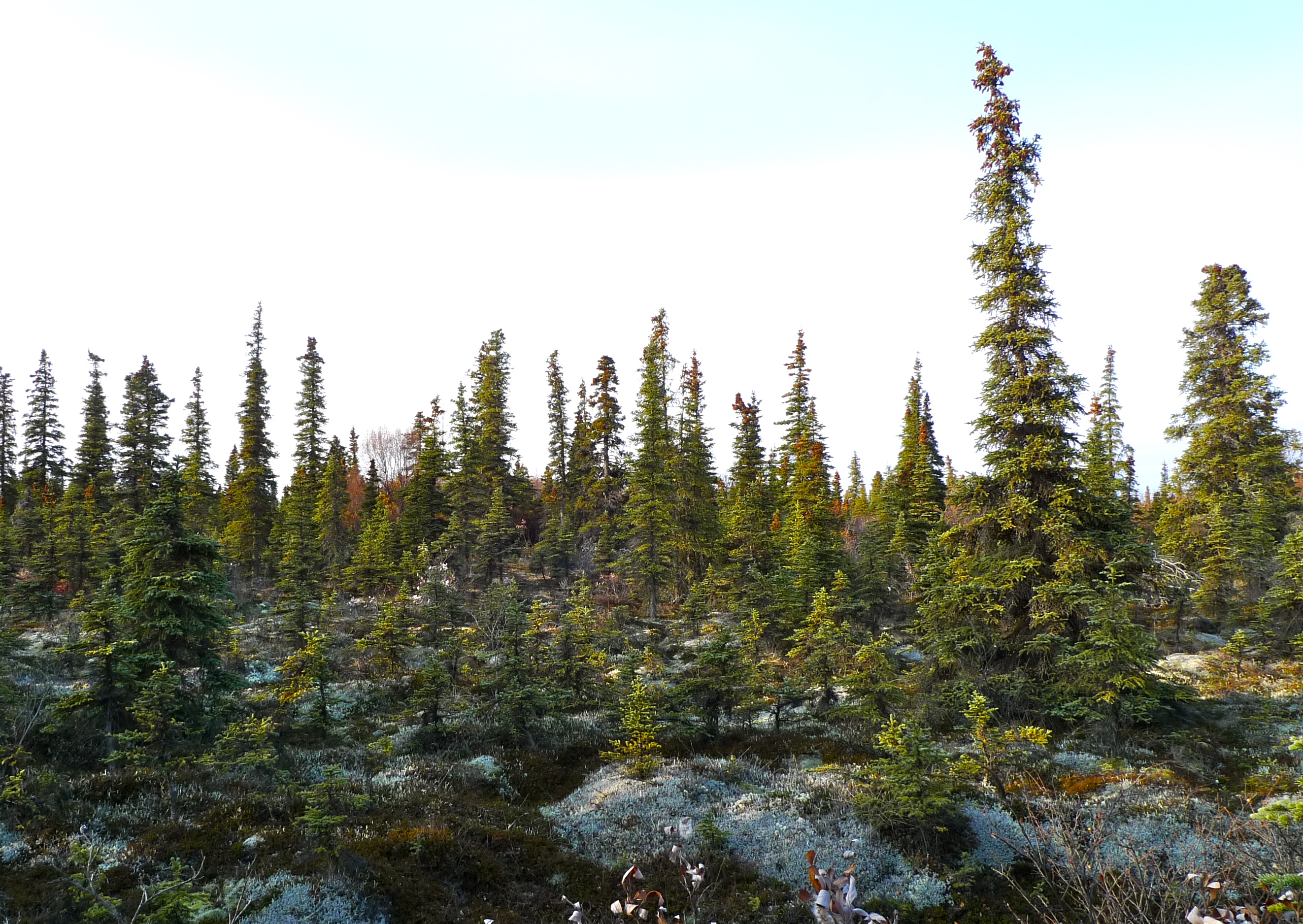
Лес в округе Кинг-Салмон

## История

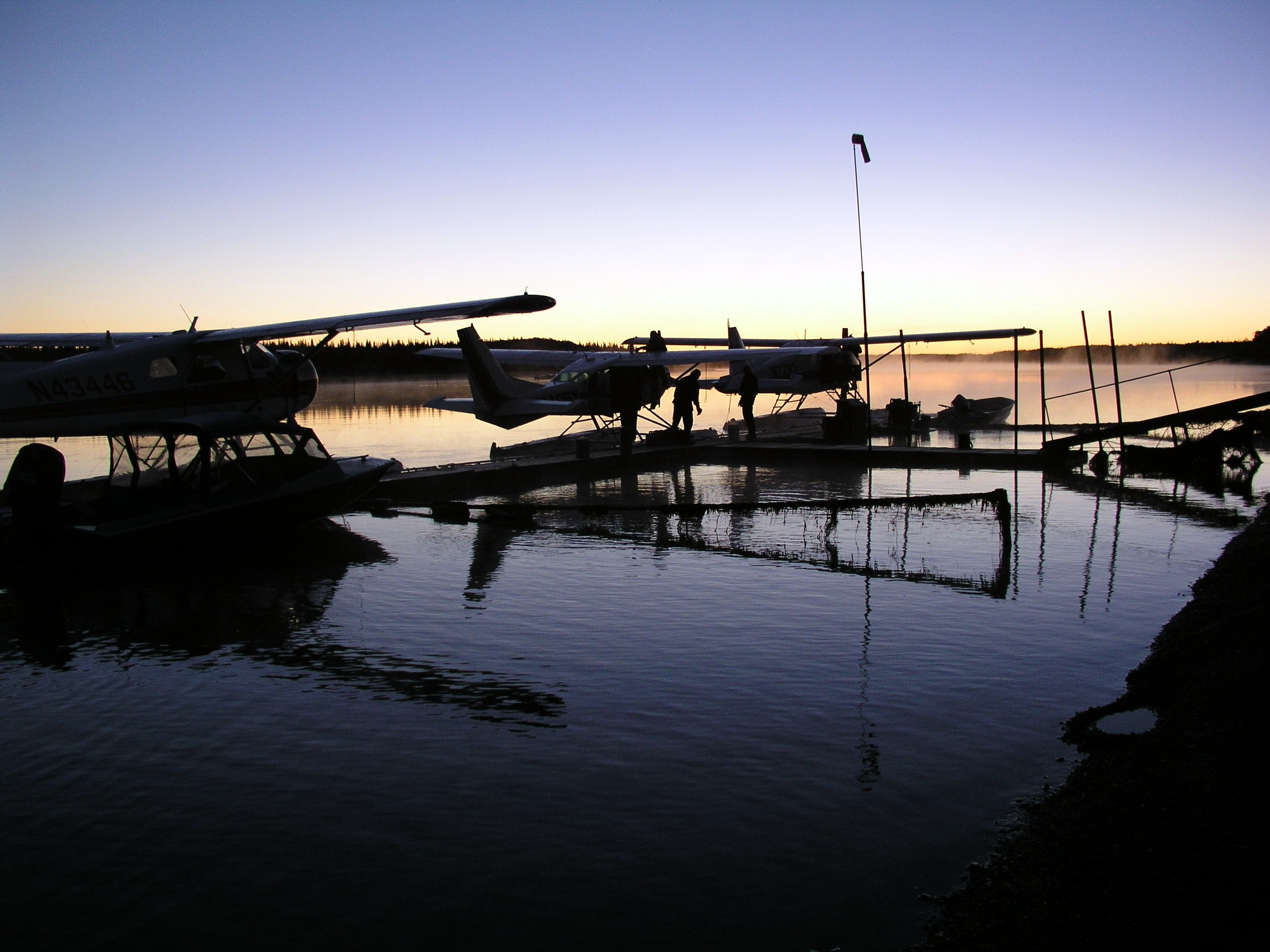
Гидросамолёты на реке Накнек у Кинг-Салмона

В 1930-х годах правительство США построило на месте будущего Кинг-Салмона авиационный навигационный бункер. С началом Второй мировой войны рядом с ним начала функционировать база ВВС. В 1949 году открылось первое почтовое отделение. В первой половине 1950-х годов инженерными войсками была проложена 25-километровая дорога от Кинг-Салмона до Накнека. В 1956 году в Кинг-Салмоне открылась первая гостиница «Кинг Ко». В 1980 году были образованы национальные парки Катмай и Национальный заповедник Бочарова, и Кинг-Салмон стал ближайшим к этим заповедникам населённым пунктом, «воротами» в него, а также с того же года в городе находится администрация Национального заповедника полуострова Аляска. В 1994 году база ВВС была закрыта, но Кинг-Салмон остался частью радиолокационной сети Super Dual Auroral. В 2010 году в Кинг-Салмоне по обвинению в терроризме были задержаны сотрудник местной метеорологической службы и его жена. В Кинг-Салмоне нет школы, поэтому дети обучаются в Накнеке (около 18 км по прямой).

## Демография
По переписи 2000 года в Кинг-Салмоне проживало 442 человека (196 домохозяйств, 105 семей). Расовый состав: белые — 66,29 %, негры и афроамериканцы — 1,13 % (5 человек), коренные американцы — 28,96 %, азиаты — 0,23 % (1 человек), прочие расы — 0,23 % (1 человек), смешанные расы — 3,17 %, латиноамериканцы (любой расы) — 0,45 % (2 человека).

26,2 % жителей были младше 18 лет, 7 % — в возрасте от 18 до 24 лет, 35,7 % — от 25 до 44 лет, 28,1 % — от 45 до 64 лет и 2,9 % жителей были старше 64 лет. Средний возраст жителя — 38 лет. На 100 женщин приходилось 122,1 мужчины, при этом на 100 совершеннолетних женщин приходилось 131,2 совершеннолетних мужчин.

Средний доход на семью составил 64 375 долларов в год, доход на душу населения — 26 755 долларов в год, 8,8 % семей и 12,4 % населения жили за чертой бедности, из них 17,5 % были несовершеннолетними.
По переписи 2010 года в Кинг-Салмоне проживало 374 человека. Происхождение предков: немцы — 14,2 %, англичане — 11,8 %, норвежцы — 9,9 %, шотландцы — 4,9 %, русские — 3,1 %, итальянцы — 2,7 %.
По переписи 2020 года в Кинг-Салмоне проживало 307 человек.